# 拉明·薩內
盧多維克·拉明·薩內（1987年3月22日—）是一位塞內加爾足球運動員，現效力於美職聯球隊奧蘭多城。他在球場上司職中後衛或防守中場。

## 職業生涯

### 早期生涯
薩內出生於法國西南部的洛特河畔新城。他在US洛爾蒙，一家位於波爾多郊區的小俱樂部，開始了他的足球生涯。他19歲時加入了法國業餘聯賽球隊阿格德。一個賽季後，他重回US洛爾蒙，並在低級別的地區聯賽中出賽。

### 波爾多
2008年夏天，法甲球隊波爾多和薩內簽下了職業合約。最初，他只是代表預備隊出場，但他的表現逐漸打動了球隊主教練。2009–10賽季，薩內進入一線隊。2009年11月3日，他在對陣拜仁慕尼黑的歐洲冠軍聯賽中，上演了職業首秀。同年12月13日，他首次在法甲聯賽中出場，對手是法甲豪門奥林匹克里昂。2010年3月27日，他在法國聯賽盃的一場對陣馬賽的比賽中，打進了他為波爾多攻入的第一顆進球。

### 雲達不萊梅
在為波爾多效力了7年之後，薩內於2016年夏天轉會至德甲球隊雲達不萊梅。隨即在2016年8月21日，雲達不萊梅對陣洛特体育之友的德國盃第一輪賽事中，薩內首次代表雲達不萊梅出場。同年10月1日，他在客場對陣達斯泰特的德甲聯賽中，打進了來到德國後的第一個進球。

## 國家隊生涯
2010年11月17日，薩內在一場對陣加彭的友誼賽中，首次代表塞內加爾國家隊出場。他參加了2013年及2015年的非洲國家盃。

## 榮譽
波爾多
- 法國盃冠軍：2012–13

## 個人生活
薩內的弟弟，沙里夫·薩內也是一名職業足球員，現在效力於德乙球隊漢諾威96。

## 外部連結
- L'Equipe.fr：拉明·薩內 （页面存档备份，存于）的個人頁面 （法文）
- transfermarkt.de：拉明·薩內 （页面存档备份，存于）之統計數據 （德文）